# Тестирање на ХИВ
Добровољно поверљиво саветовање и тестирање на ХИВ (ДПСТ) је скуп процедура у вези са тестирањем на вирус ХИВ. Подразумева две основне компоненте: саветовање и тестирање. И саветовање и тестирање су добровољне и сматрају се поверљивим.
Недобровољно и неповерљиво тестирање на ХИВ је форма дискриминације.
ДПСТ представља једну од најефикаснијих и најисплативијих активности у превенцији ХИВ/АИДС-а, а Светска здравствена организација и УНАИДС је препоручују.
Познавање ХИВ серостатуса може такође помоћи људима да заштите како себе, тако и своје сексуалне партнере од инфекције, као и да се превенира преношење ХИВ-а са мајке на дете. Серопозитивне особе могу раније почети са психолошком подршком и лечењем.

## Циљеви
Циљеви добровољног поверљивог саветовања и тестирања су:
- Подстицање промене ризичног понашања клијента ка понашању без ризика за ХИВ инфекцију
- Превенција трансмисије ХИВ инфекције
- Помоћ особи да сазна свој ХИВ статус, а посебно код позитивних резултата пружање подршке, рани приступ третману и истинска брига за клијента.

## Саветовање
Саветници су најчешће здравствени радници додатно едуковани за рад на добровољном поверљивом саветовању и тестирању на ХИВ; они су пажљиви слушаоци, вешти у комуникацији и “подстрекивању” разговора и особе које искрено желе да раде на добровољном поверљивом саветовању и тестирању на ХИВ.
Саветовање пре тестирања на ХИВ – представља разговор између саветника и клијента пре одлуке и одласка на тестирање.

У току тог саветовања саветник би требало да: обезбеди довољно времена за разговор јер он често може да буде врло детаљан и да се продужи, да обезбеди поверљивост података о клијенту, да разговара са клијентом о разлозима за тестирање и о резултататима које очекује, да провери клијентово разумевање ХИВ-а и како се инфекција дешава, понуди тачне информације о ХИВ-у које могу да му помогну да донесе исправну одлуку о тестирању, објасни значење ХИВ теста и објасни порцедуру тестирања. 
Саветовање после тестирања на ХИВ – је разговор између саветника и клијента у коме саветник клијенту саопштава резултате тестирања.
Саветник у току саветовања треба да обезбеди довољно времена за разговор о резултатима теста какав год он био и да резултат саопшти јасно и једноставно без околишања и кашњења.
Ако је резултат теста позитиван, саветник треба да обезбеди клијенту време и место које му је потребно да прихвати резултат и на њега одреагује. 

## Тестирање
Процес тестирања се састоји из следећих корака:
- Припрема материјала
- Дезинфекција места убода
- Вршење убода (узорковање крви)
- Пренос крви на тест
- Додавање реагенса у крв
- Чекање док тест не реагује (око пола сата)
- Очитавање резултата

- Редослед фаза тестирања на ХИВ
- Тест се вади из кутије.
- Дезинфекција јагодице алкохолом.
- Убадање прста.
- Стављање реагенса на тест.
- Чекање да тест прикаже резултате.

### Резултати
Приликом тестирања брзим тестом могући су следећи исходи:
- Тест је нереактиван. Код овог случаја тест се понавља.
- Тест је негативан. Уколико је особа била у ризику за време периода прозора, тест се понавља након периода прозора (3-4 недеље).
- Тест је позитиван. Клијент се након брзог теста упућује на PCR тест или Western-blot тест. Ови тестови су прецизнији и имају мањи период прозора. Уколико су ови тестови позитивни - клијент је инфициран ХИВ-ом. PCR или Western-blot тестови се раде 2 пута.

Уколико су тестови негативни, а постоји континуирано ризично понашање, клијент се упућује на коришћење ПрЕП терапије. 

## Сродни чланци
- ПрЕП терапија
- ПЕП терапија
- ЕД-ПЕП терапија
- ХИВ
- ХИВ/АИДС превенција